# 孙静轩
孙静轩（1930年2月—2003年6月30日），原名孙叶河，笔名车干，男，山东肥城人，中国诗人，曾任中国诗歌学会副会长。